# Guerstling
Guerstling est une commune française située dans le département de la Moselle et le bassin de vie de la Moselle-Est, en région Grand Est.

## Géographie
La commune est traversée par la rivière la Nied.
|             | Neunkirchen-lès-Bouzonville | Rehlingen-Siersburg (Allemagne) |
| Filstroff   | Guersling                   | Vaudrevange (Allemagne)         |
| Bouzonville |                             | Heining-lès-Bouzonville         |

### Écarts et Lieux-dits
- Niedwelling.

### Hydrographie
La commune est située dans le bassin versant du Rhin au sein du bassin Rhin-Meuse. Elle est drainée par la Nied.
La Nied, d'une longueur totale de 96,7 km, prend sa source dans la commune de Marthille, traverse 47 communes françaises, puis poursuit son cours en Allemagne où elle se jette dans la Sarre.

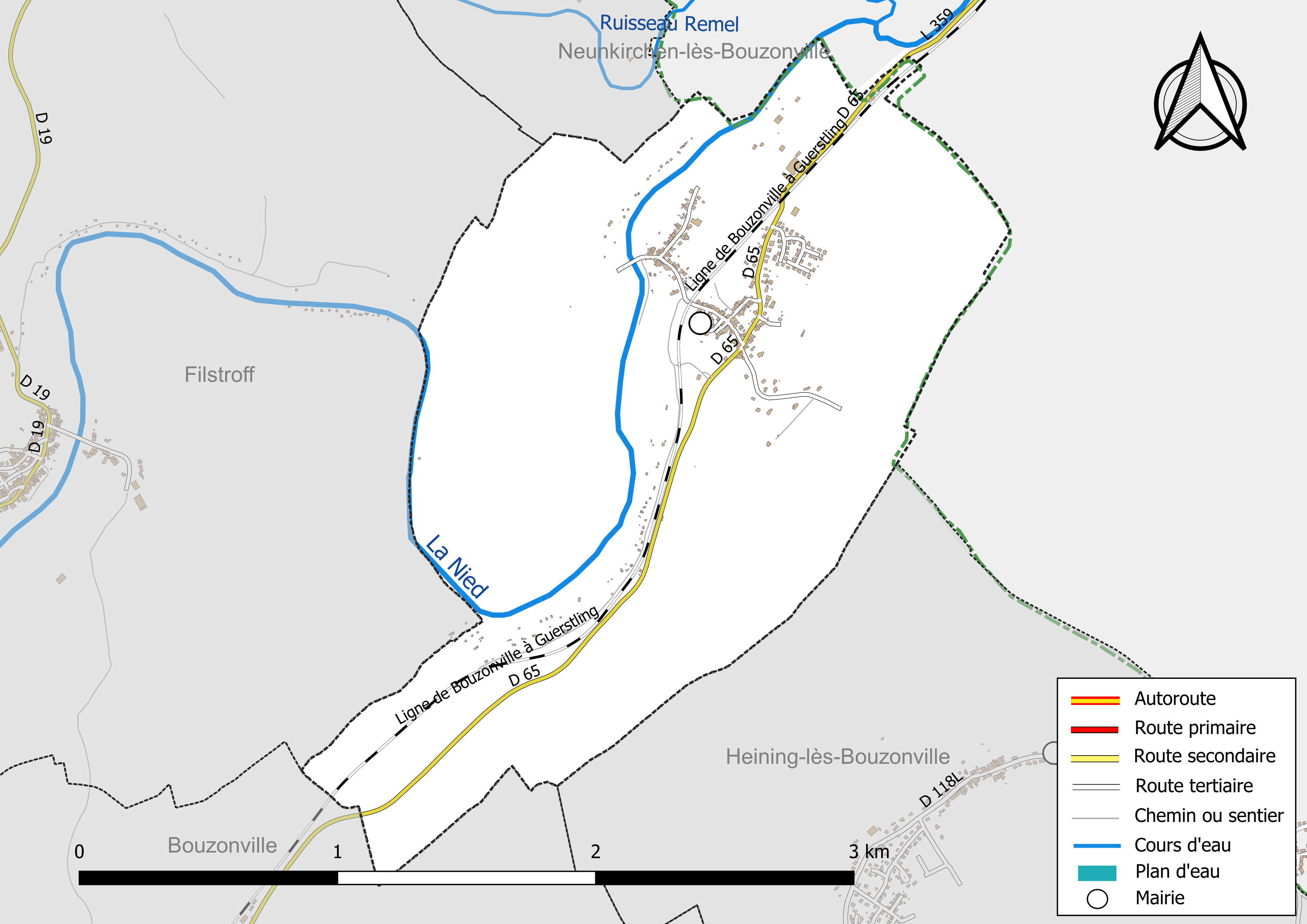
Réseaux hydrographique et routier de Guerstling.

La qualité de la Nied peut être consultée sur un site spécial géré par les agences de l’eau et l’Agence française pour la biodiversité. Ainsi en 2020, dernière année d'évaluation disponible en 2022, l'état écologique de la Nied était jugé moyen (jaune).

## Urbanisme

### Typologie
Au 1er janvier 2024, Guerstling est catégorisée commune rurale à habitat dispersé, selon la nouvelle grille communale de densité à sept niveaux définie par l'Insee en 2022.
Elle est située hors unité urbaine et hors attraction des villes,.

### Occupation des sols
L'occupation des sols de la commune, telle qu'elle ressort de la base de données européenne d’occupation biophysique des sols Corine Land Cover (CLC), est marquée par l'importance des territoires agricoles (62,8 % en 2018), en diminution par rapport à 1990 (65,8 %). La répartition détaillée en 2018 est la suivante : 
terres arables (47,4 %), forêts (26,1 %), zones urbanisées (11,1 %), prairies (8,2 %), zones agricoles hétérogènes (7,2 %). L'évolution de l’occupation des sols de la commune et de ses infrastructures peut être observée sur les différentes représentations cartographiques du territoire : la carte de Cassini (XVIIIe siècle), la carte d'état-major (1820-1866) et les cartes ou photos aériennes de l'IGN pour la période actuelle (1950 à aujourd'hui).

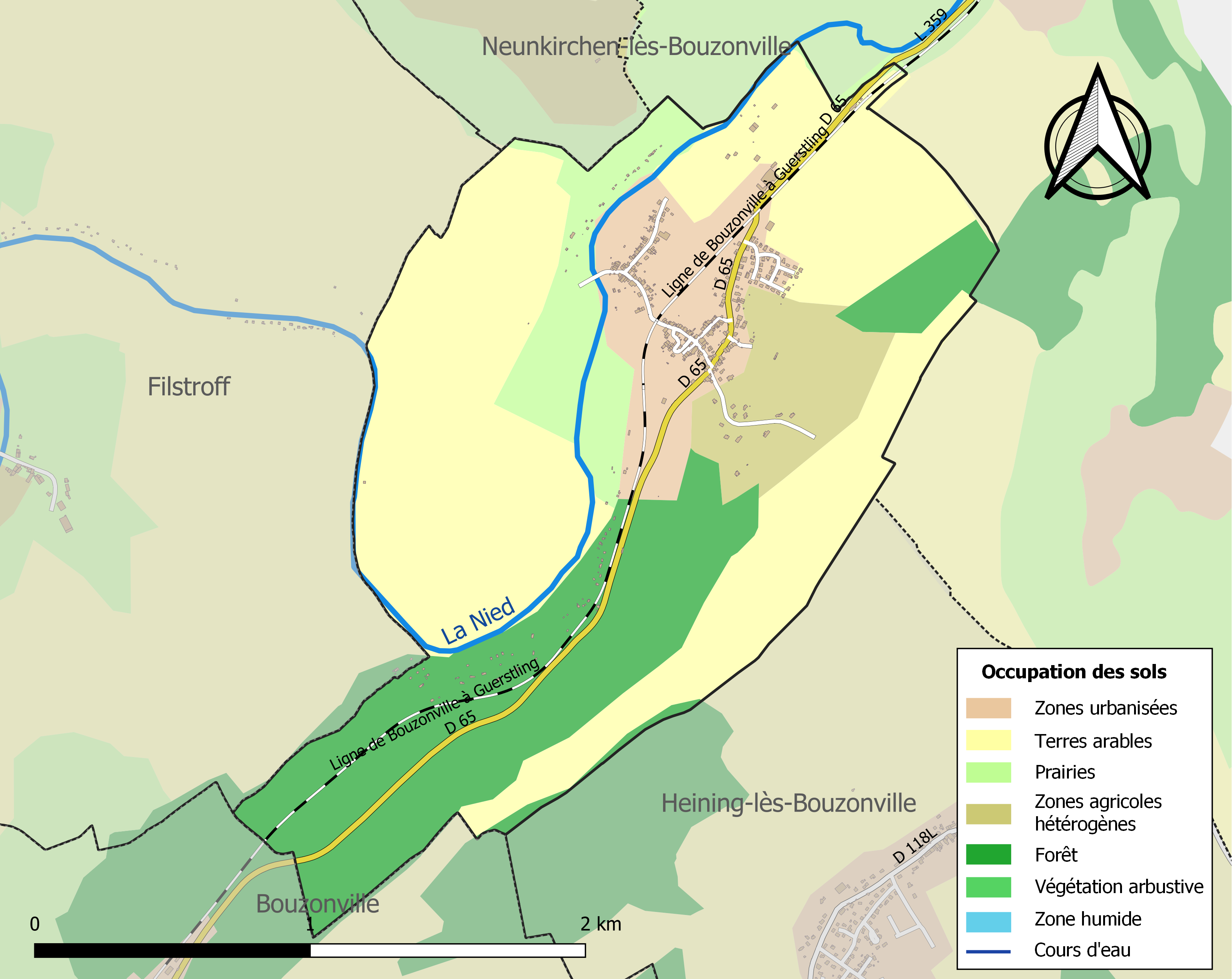
Carte des infrastructures et de l'occupation des sols de la commune en 2018 (CLC).

## Toponymie
- Guerstling : Guerselanges (1283), Gerselinga et Gersling (1544)[7], Görselingen an der Nied (1555), Gersslingen et Gursingen (1594)[7], Gerstlingen sur la Nied (1600), Gersling (XVIIIe siècle)[7], Guercheling (1742)[7], Guerchlin (1756)[7], Gersling (1779), Guerstling (1793), Gerstlingen (1871-1918). Gerschtléng[8] et Gerschlingen en francique lorrain.
- Niedwelling : Nied Villingen (1756)[7], Niedweiling (1779)[7].

## Histoire
- Village du duché de Lorraine dans la seigneurie de Berus, sur la frontière de la Sarre. La maison de Faulquemont y possédait une seigneurie foncière en 1681. Il était siège d'une cure de l'archiprêtré de Saint-Avold.
- Guerstling fut de 1808 à 1815 une annexe de Ihn.

## Politique et administration
| Période                                  | Période   | Identité             | Étiquette | Qualité |
| ---------------------------------------- | --------- | -------------------- | --------- | ------- |
| ??                                       | mars 1989 | Auguste Bauer        |           |         |
| mars 1989                                | mars 2014 | Edmond Schneider     |           |         |
| mars 2014                                | En cours  | Jean-Luc Dauendorfer |           |         |
| Les données manquantes sont à compléter. |           |                      |           |         |

## Démographie
L'évolution du nombre d'habitants est connue à travers les recensements de la population effectués dans la commune depuis 1800. Pour les communes de moins de 10 000 habitants, une enquête de recensement portant sur toute la population est réalisée tous les cinq ans, les populations de référence des années intermédiaires étant quant à elles estimées par interpolation ou extrapolation. Pour la commune, le premier recensement exhaustif entrant dans le cadre du nouveau dispositif a été réalisé en 2005.

En 2022, la commune comptait 367 habitants, en évolution de −11,99 % par rapport à 2016 (Moselle : +0,52 %, France hors Mayotte : +2,11 %).
| 1800 | 1806 | 1821 | 1836 | 1841 | 1861 | 1866 | 1871 | 1875 |
| ---- | ---- | ---- | ---- | ---- | ---- | ---- | ---- | ---- |
| 183  | 288  | 351  | 499  | 488  | 401  | 380  | 328  | 311  |

| 1880 | 1885 | 1890 | 1895 | 1900 | 1905 | 1910 | 1921 | 1926 |
| ---- | ---- | ---- | ---- | ---- | ---- | ---- | ---- | ---- |
| 319  | 323  | 326  | 304  | 307  | 328  | 320  | 308  | 324  |

| 1931 | 1936 | 1946 | 1954 | 1962 | 1968 | 1975 | 1982 | 1990 |
| ---- | ---- | ---- | ---- | ---- | ---- | ---- | ---- | ---- |
| 303  | 335  | 301  | 302  | 337  | 361  | 348  | 326  | 303  |

| 1999 | 2005 | 2006 | 2010 | 2015 | 2020 | 2022 | - | - |
| ---- | ---- | ---- | ---- | ---- | ---- | ---- | - | - |
| 343  | 362  | 358  | 422  | 417  | 385  | 367  | - | - |

## Culture locale et patrimoine

### Lieux et monuments
- Vestiges gallo-romains : fragments de mosaïque, de tuiles.

#### Édifices religieux

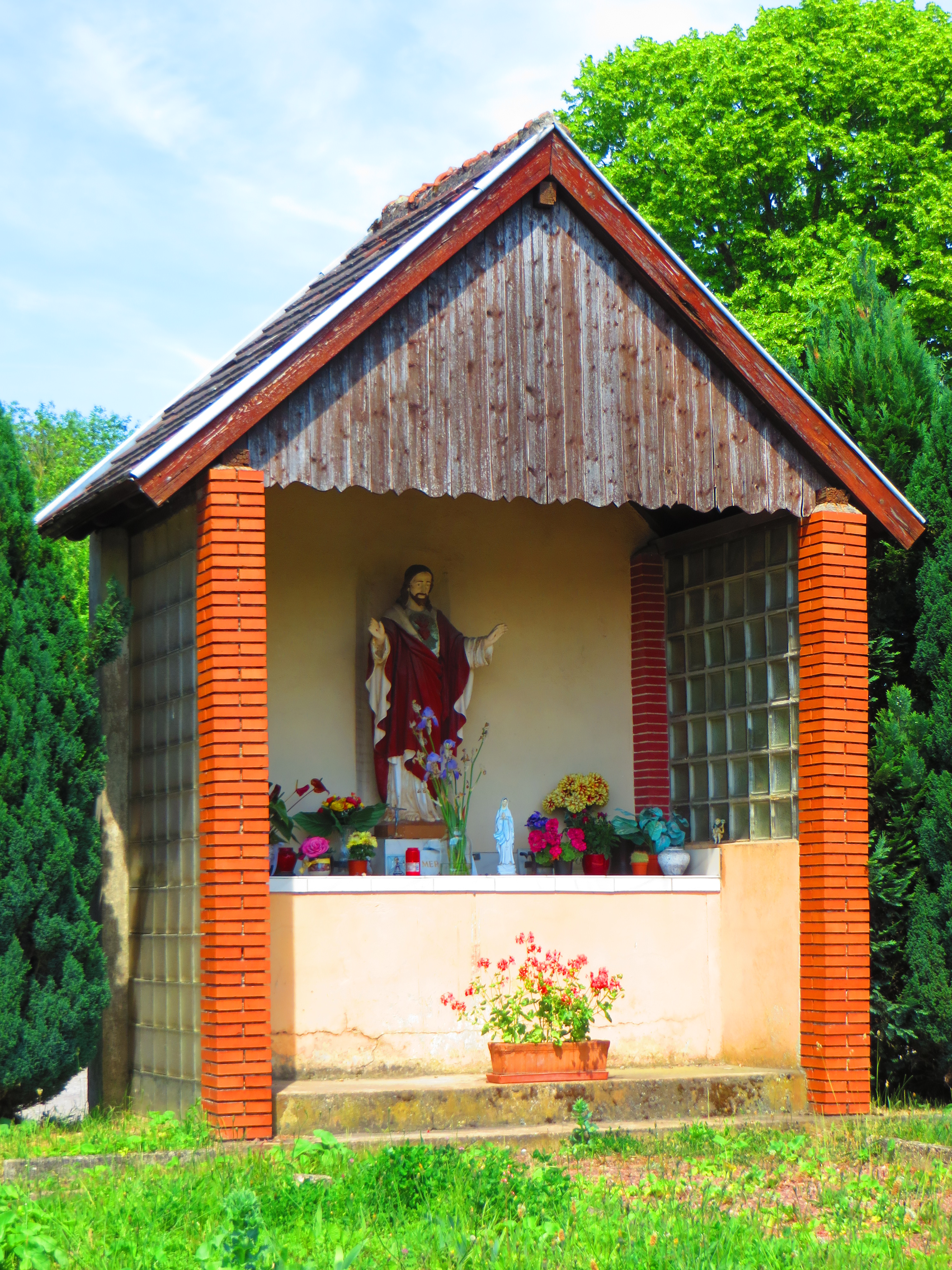
Chapelle-oratoire.

- Église Saint-Maurice 1830, de style grange : statue de saint Wendelin XVIIe siècle.
- Chapelle-oratoire.

### Héraldique
| Blason de Guerstling | Blason  | D'azur à la fasce ondée d'argent, accompagnée de trois lions couronnés du même, à la lance d'or en pal brochant sur tout. |
| Blason de Guerstling | Détails | Le statut officiel du blason reste à déterminer.                                                                          |